# Đảo Alabat

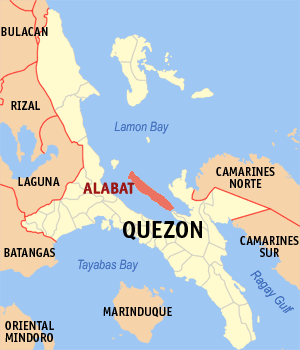
Vị trí đảo Alabat trong tỉnh Quezon, Philippines

Đảo Alabat là một hòn đảo của quần đảo Philippines, thuộc tỉnh Quezon, khu vực Calabarzon, nằm ngoài khơi bờ biển phía Đông Nam đảo Luzon. Hòn đảo này có diện tích 192 km2 (74 mi2) và dân số 41.822.
Đảo Alabat có 3 đô thị, Perez ở phía Bắc, thị trấn Alabat nằm trung tâm và Quezon ở phía Nam đảo.
Hòn đảo này nằm trong vịnh Lamon và (dài 33 km) có một rìa rừng ngập mặn rộng lớn dọc theo bờ biển phía tây nam của đảo, với hàng trăm ha bãi bùn gian triều lộ ra khi thủy triều xuống. Phần lớn diện tích rừng ngập mặn ban đầu đã bị suy thoái hoặc bị phá hủy hoàn toàn để xây dựng những ao, đìa nuôi cá và nuôi tôm.
Alabat có khí hậu nhiệt đới ẩm với mùa không khô lắm, nhưng một thời gian rất rõ rệt có lượng mưa tối đa từ tháng 10 đến tháng Giêng.